# 瓦迪薩利姆
35°35′N 0°55′E / 35.583°N 0.917°E

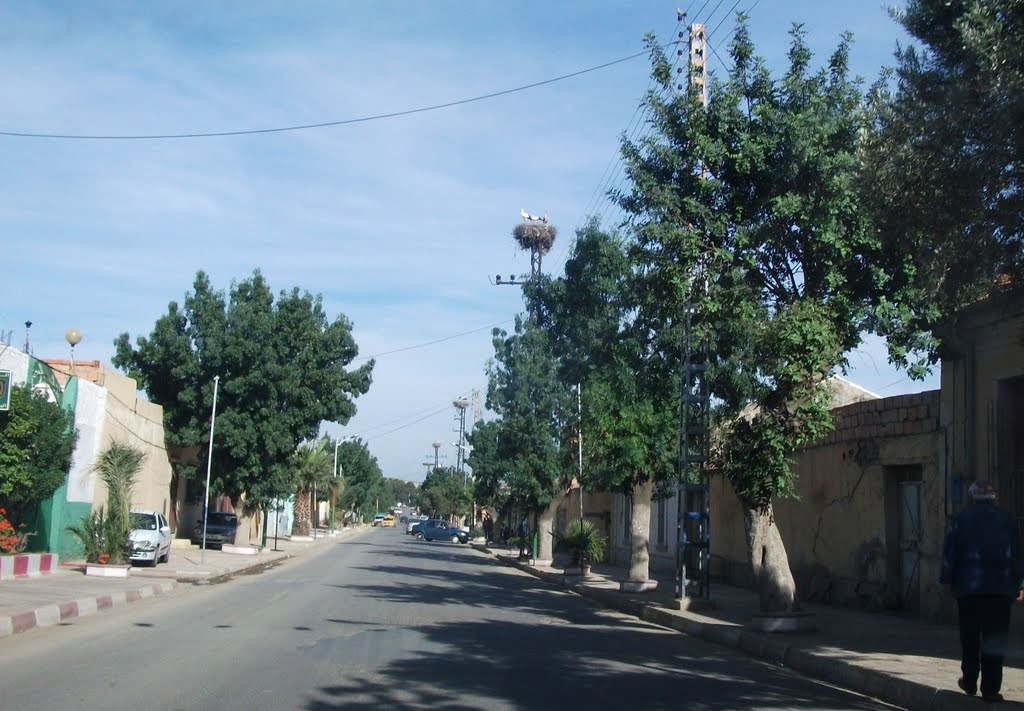
瓦迪薩利姆

瓦迪薩利姆（阿拉伯语：‎），是阿爾及利亞的城鎮，位於該國西北部埃利贊省，由曼代斯區負責管轄，面積293平方公里，海拔高度487米，2008年人口9,319，人口密度每平方公里32人。